# 聖公會偉倫小學
聖公會偉倫小學（英語：S.K.H. Wei Lun Primary School）位於香港離島區，是一間基督教男女小學。

## 歷史
聖公會偉倫小學創校於1993年，由利國偉爵士伉儷於偉倫基金撥款興建，為聖公會小學校監委員會屬校之一，亦為愉景灣區內目前唯一的政府津貼全日制小學。

## 辦學宗旨
香港聖公會辦學理念
本校是一所基督教學校；秉承聖公會辦學的理念，以基督教的核心價值培育下一代。課程設計、演繹及實踐皆建基於基督信仰，故此基督教價值觀乃整個課程不可或缺的一部份，以實踐基督教全人教育的理想。因此，學生均需參加學校的所有課程及學習活動。
本校辦學宗旨
學校秉承聖公會辦學宗旨，以耶穌基督為主，傳揚聖經真理，服務社區，並以校訓「非以役人，乃役於人」的精神，實行全人教育，培育學生在靈、德、智、體、群、美六育的均衡發展。因此，學生均需參加學校的所有課程及學習活動，包括宗教活動。

## 學校特色[2]
環保政策:
```
環保午膳、廚餘回收、廢紙回收。
```

學校關注事項:
```
1. 以基督化的啟發潛能教育理念，提升學生的自信心，建立和諧共融的文化，讓學生在基督的愛中成長。
```

學習和教學策略:
```
1. 促進學習的評估的教學策略。
2. 合作學習，培養學生積極參與及合作的學習精神。 
3. 透過電子學習及思維策略，促進自主學習。
```

關鍵項目的發展:
```
1. 透過宗教與生命教育課，建立學生的正面價值觀和積極的態度。 
2. 推行早讀、閱讀獎勵計劃、教授閱讀策略、伴讀計劃。 
3. 學生在專題研習中透過探索、求證、歸納等過程，建立批判思維。 
4. 透過電子學習及思維策略，推動各科的自學活動。 
5. 把STEM教育元素，融入不同的學習領域及科目，促進課堂學習。
```

共通能力的培養:
```
1. 合作學習。  
2. 溝通能力。  
3. 自我管理能力。   
4. 使用資訊科技。
```

## 學生支援
全校參與照顧學生個別差異:
```
1. 成立學生支援小組／設學生輔導主任及教育心理學家。 
2. P1-P5 開設輔導教學小組。
3. 額外評估及考試安排。 
4. P1-P4 非華語中文課程／P5-P6 非華語中文寫作支援。 
5. P2 英文抽離分組教學／P5-P6 英文分組教學／P3-6 中文分組教學。 
6. 大哥哥姐姐計劃。
```

課程剪裁及調適措施:
```
因應學生個人的特殊學習需要，提供裁剪課程及功課調適。
```

## 家校合作及校風
家校合作:
```
家校活動配合學校發展項目，提供適切的支援，如主題日及安排家長培訓工作坊等。
```

校風:
```
家校活動配合學校發展項目，提供適切的支援，如主題日及安排家長培訓工作坊等。
```

## 校園設施
本校位於愉景灣，四周樹木林立，芳草萋萋，環境優美。學校外型設計獨特，設有兩個有蓋操場及一個標準籃球場，為學生提供足夠的活動空間。
本校除了設有十八間標準課室外，還設有禮堂、小聖堂、圖書館、輔導教學室、學生活動室、語言室、常識室、電腦室、Mac Lab、視藝室、音樂室、中普遊樂園室等，照顧學生多元化的學習需要。

## 學校生活
```
每週上學日數:5
每日上課節數:7
每節一般時間:35
一般上學時間:上午 08:25
一般放學時間:下午 02:50
午膳時間:12:30 - 13:20
午膳安排:由指定供應商提供及由家長安排。
健康校園生活:健康飲食，運動健康。
```

備註:
```
1. 逢星期五下午時段進行興趣小組；課前課後進行輔導活動；靈活調配時間表作專題活動。 
2. 設全方位學習：主題日、中華文化日、英文日、數常日、科技日、訓練營等。 
3. 領袖訓練計劃、奧數訓練等。
```

## 全方位學習活動
```
STEM：3D打印、程式編寫、四驅車、機械人
運動：田徑、球類、游泳、舞蹈、體操、花式跳繩、武術
表演：樂器、話劇、朗誦、合唱團、 管樂團、粵曲
服務：幼童軍、基督少年軍、敬拜隊、服務學習
學術：奧數、珠心算、辯論
參觀：專題研習、工作坊
```